# Barrio Sironi
El barrio Sironi es un barrio ubicado en el interior del partido de San Nicolás de los Arroyos, provincia de Buenos Aires, Argentina con más de 60 años de antigüeddad. Se encuentra cerca del Barrio Somisa, teniendo conexión a una autopista y a la Rycsa, este último, un punto turístico ubicado en el Río Ramallo.

## Calles
- Isla Soledad[4]
- Islas Malvinas[5]
- Tierra del Fuego[6]
- Estrecho San Carlos[7]
- Estrecho de Magallanes[8]

Todas estas son las calles que conforman al Barrio Sironi.

## Capilla Sagrado Corazón
Junto al Barrio Sironi, se encuentra la Capilla Sagrado Corazón, un edificio en el cual se concentran actos religiosos católicos, tales como campamentos, retiros espirituales, seminarios, etc...